# Ley de Moseley

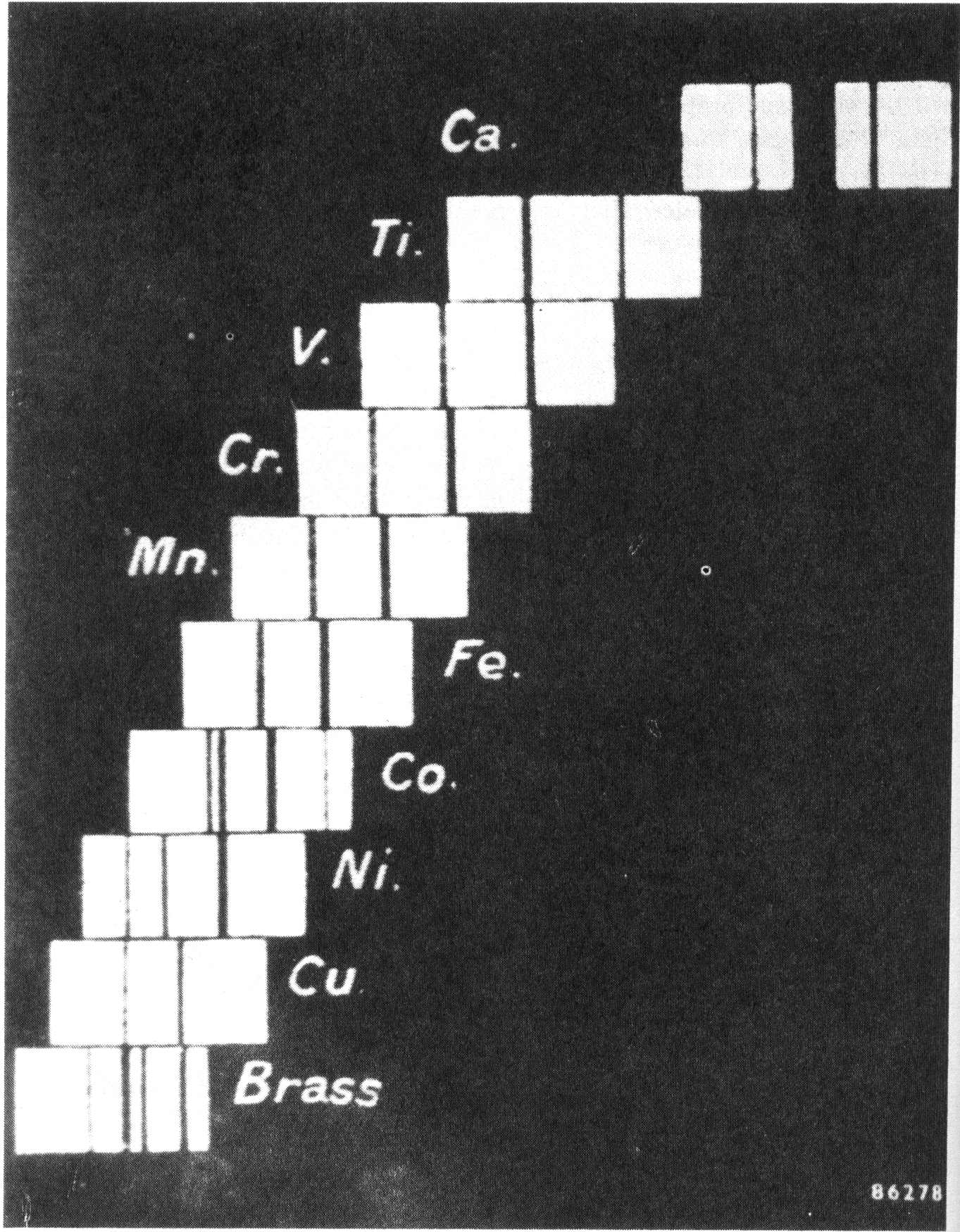
Muestra de la ley de Moseley.

La ley de Moseley es una ley empírica que establece una relación sistemática entre la longitud de onda de los rayos X emitidos por distintos átomos con su número atómico. Fue anunciada en 1913 por el físico británico Henry Moseley. Tuvo una gran importancia histórica, pues hasta ese momento, el número atómico era sólo el lugar que ocupaba un elemento en la tabla periódica. Dicho lugar había sido asociado a cada elemento de modo semi-arbitrario por Mendeleiev y estaba relacionado cuantitativamente con las propiedades de los elementos y sus masas atómicas. 
Esta es la base de la tabla periódica y establece que las propiedades físicas y químicas de los elementos químicos tienden a repetirse de forma sistemática conforme aumenta el número atómico. 

## Ley periódica
Propone el criterio de ordenamiento de los elementos químicos con base en el número atómico, y enuncia la ley periódica moderna:
También es una medida de la capacidad de un átomo o molécula para atraer pares de electrones en el contexto de un enlace químico. 
| Cuando los elementos se ponen en orden de sus números atómicos sus propiedades físicas y químicas muestran tendencias periódicas. |

## Formulación precisa
En 1913-1914, Moseley realizó una serie de experimentos donde confirmaba el modelo de Bohr para energías de rayos X a partir de la medición de las frecuencias que surgen de las transiciones electrónicas de átomos pesados.  En términos de la frecuencia del rayo X  ({\displaystyle \nu }) y en forma más general, se encuentra que los datos experimentales obtenidos por Moseley se ajustan a una gráfica lineal dentro de la precisión experimental, teniendo que:

{\displaystyle {\sqrt {\nu }}=C(Z-\sigma )}

donde {\displaystyle \sigma } y C son constantes que dependen del tipo de serie de espectros.
A la ecuación anterior se le denomina ley de Moseley.

## Relación con el modelo de Bohr
Moseley considera la energía que debe poseer un fotón al ser emitido en una transición de nivel energético mayor a uno menor. La energía la calcula a partir del modelo atómico de Bohr y tomando en cuenta el apantallamiento sufrido por el electrón (que va a realizar la transición) debido a la carga nuclear.
A modo de ejemplo, para la línea {\displaystyle K_{\alpha }}, el hueco que queda en la capa K se llena con un electrón de la capa L(n=2). Pero un electrón de la capa L ve parcialmente apantallado al núcleo por el electrón restante de la capa K, por lo que ve una carga nuclear de sólo Z-1. De tal manera la energía del fotón {\displaystyle K_{\alpha }} puede aproximarse como una transición de n=2 hasta n=1 en un átomo con un electrón cuya carga nuclear efectiva es Z-1.

{\displaystyle E[K_{\alpha }]={\frac {ke^{2}3(Z-1)^{2}}{8a_{0}}}}